# Hrabstwo Kearny

Piramida wieku hrabstwa

Hrabstwo Kearny – hrabstwo położone w USA w stanie Kansas z siedzibą w mieście Lakin. Założone 20 marca 1873 roku.

## Miasta
- Lakin
- Deerfield

## Sąsiednie Hrabstwa
- Hrabstwo Wichita
- Hrabstwo Scott
- Hrabstwo Finney
- Hrabstwo Haskell
- Hrabstwo Grant
- Hrabstwo Stanton
- Hrabstwo Hamilton